# Ephesia flavescens
Ephesia flavescens är en fjärilsart som beskrevs av George Francis Hampson 1894. Ephesia flavescens ingår i släktet Ephesia och familjen nattflyn. Inga underarter finns listade i Catalogue of Life.